# 横手の戦い
横手の戦い（よこてのたたかい）は、庄内藩を中心とする旧幕府軍が、久保田藩の横手城を攻略した戦いである。

## 経緯
慶応4年8月11日、庄内藩一番大隊は十文字を出発し、羽州街道を北上、横手城の大手に向かった。二番大隊は浅舞道を城の搦手に向かった。
途中、久保田藩の抵抗はなく、横手城の西南4kmの赤坂に到着して布陣した。二番大隊は斥候の情報により、すでに新政府軍の主力は逃げ去っており、残った戸村大学がわずかな兵と共に籠城しているということを知っていた。一番大隊の隊長松平甚三郎と二番大隊の隊長酒井吉之丞は相談して、使者を遣わし投降勧告書を送った。
しかし、戸村大学は返答せずに使者を拘留した。庄内軍は返事を待ったが、午後4時になり一番大隊が攻撃を開始。二番大隊も一斉に横手城の大手門を目指して攻撃を開始した。
午後5時頃、追手口より二番大隊の権蔵小隊が討入に成功する。裏手よりも二番大隊の一部が突入した。横手兵の一隊が刀槍を持って反撃、庄内軍が鉄砲で応戦したことにより混戦状態になる。その頃、惣右衛門隊や仙台藩の瀬上隊も突入する。
安倍平三郎隊（旧正蔵隊）が持ち場を離れて駆けつけ、城門に向かって射撃した。すると城門が開き、20数名の横手兵が突撃してきた。横手兵は庄内軍の包囲網を強行突破しようとし、庄内兵と横手兵の間で激しい白兵戦が展開された。この混乱に乗じ、戸村大学を含めた残りの横手兵が庄内藩と仙台藩の包囲網を突破して逃走した。
午後8時になり、炎上する横手城の決戦は収まったため、二番大隊は赤坂に引き上げた。
一方、一番大隊は大手の大橋を渡り、本丸を目指した。二番大隊のような抵抗もなく、本丸を制圧した。
戸村大学は、横手北6kmの金沢駅に出て、高梨村に入る。
二番大隊は、角間川付近に久保田藩兵が集結しているとの情報により、横手城の後始末を一番大隊に任せ、8月12日赤坂を出発。進撃を開始し、昼前に田村新田（平鹿郡大雄村田村新田）へと前進した。

## 戦後
庄内藩一番大隊は、横手兵21体の戦死者を集め、龍昌院に葬った。付近の寺から僧侶14名を集め、黄金を与えて盛大に読経回向を行った。

## 現代への影響
1988年9月26日、横手市城西町の龍昌院で、「横手戊辰役百二十年・戦死者慰霊祭」が行われた。松平甚三郎の子孫、酒井吉之丞の子孫、戸村大学の子孫の父子の4人が出席し、120年ぶりに敵味方の両将の子孫が握手を交わした。